# 41è Cos Panzer
El 41è Cos Panzer (alemany: XLI Panzerkorps) va ser un cos blindat de l'exèrcit alemany durant la Segona Guerra Mundial.

## Formació i accions
Els cos va ser format en un origen com a XLI Cos el 24 de febrer de 1940 a Wehrkreis VIII (Silèsia). Va ser reorganitzat com a XLI Panzerkorps el 1942, formant part del 2n Exèrcit Panzer del Grup d'Exèrcits Centre.
El XLI Cos Panzer va lluitar a Bely, en operacions antipartisanes a Nikitinka, Iartsevo, Viazma, and Dukhovxtxina. Al març de 1943 lluità a Smolensk, Kromy i Briansk. A l'abril va lluitar a Sevsk, Trubtxersk i Poniri. Posteriorment lluitaria en la batalla de Kursk. Durant aquest període va formar part dels exèrcits 9è i 2n Panzer.
Al juny/juliol de 1944, el Cos va ser pràcticament destruït durant l'ofensiva d'estiu soviètica, l'operació Bagration, i necessità ser reconstruït pràcticament en la seva totalitat. Com a part del reconstruït 4t Exèrcit, va haver d'encarar l'Ofensiva de Prússia Oriental el gener de 1945. després d'una setmana de dures lluites, les seves divisions van quedar atrapades a la bossa de Heiligenbeil, a la costa del mar Bàltic, on va ser destruït al març.
Com era habitual als Cossos Panzer, el XLI Panzerkorps només tenia una divisió panzer a les seves files, i estava composta per diverses divisions d'infanteria amb unitats d'artilleria i de suport.

## Comandants
- 10 de juliol de 1942 - Coronel-General Josef Harpe
- 15 d'octubre de 1943 - General d'Artilleria Helmuth Weidling
- 19 de juny de 1944 - Tinent-General Edmund Hoffmeister
- 1 de juliol de 1944 - General d'Artilleria Helmuth Weidling
- 10 d'abril de 1945 - Tinent-General Wend von Wietersheim
- 10 d'abril de 1945 - Tinent-General Rudolf Holste